# Троствийк, Ваутер Йоханнес ван
Ваутер Йоханнес ван Троствийк (нидерл. Wouter Johannes van Troostwijk, 28 мая 1782, Амстердам, Республика Соединённых провинций — 20 сентября 1810, Амстердам, Голландское королевство) — нидерландский художник и гравёр; большинство его работ являются сельскими и городскими пейзажами с фигурами людей и животных.

## Биография
Ваутер Йоханнес ван Троствийк родился в зажиточной семье торговца тканями и домохозяйки. Отец его увлекался химией и физикой, поэтому в их доме частыми гостями были учёные, чей энтузиазм в исследовании окружающего мира, вдохновил будущего художника к изображению природы. Вскоре его талант заметили родители, и оплатили уроки рисования у Антония Андриссена и уроки живописи у Юриаана Андриссена.
В 1803 году Троствийк поступил в Амстердамскую муниципальную академию рисования. В 1805 году присоединился к обществу «Феликс Меритис», в котором был удостоен двух медалей за свои картины. Стиль художника сформировался под влиянием творчества Паулюса Поттера и Якоба ван Рёйсдала.
Он никогда не занимался живописью профессионально. После 1805 года Троствийк служил швейцаром в мэрии Амстердама, где жил и имел свою студию. Он писал картины до и после своего рабочего времени и в выходные дни, которые проводил на пленэре. Когда однажды художник обжёг ногу и не смог выходить на улицу, он стал создавать офорты.
Работа на открытом воздухе в течение многих часов холодными осенними ночами привела к тому, что он слег с высокой температурой, и скоропостижно скончался несколько дней спустя. Сохранились только восемь его картин и многочисленные рисунки, эскизы и офорты.